# American Central Dust
American Central Dust è il sesto album in studio del gruppo musicale Son Volt, pubblicato il 7 luglio 2009.

## Critica
L'album ha ricevuto un punteggio di 63 su 100 da Metacritic basato su "recensioni generalmente favorevoli". Mojo ha dato all'album quattro stelle su cinque e ha detto, "C'è un ritorno alle origini sul sentimento delle mid-tempo del country rock, le lenti bellezze e il triste lap steel, e anche sul musicale caldo, più ottimista,..." Il Boston Globe ha dato una recensione favorevole all'album, dicendo "Come al solito, il cantante e compositore Jay Farrar ha alcune cose per la testa, e i suoi testi sono diventati più chiari e potenti nel tempo". La Phoenix ha dato tre stelle su quattro e ha detto: "C'è una certa facilità e immediatezza in questi brani che mancavano, aiutati dal mix senza fronzoli di Joe Henry e Ryan Freeland, ma principalmente dal vivido songwriting di Farrar." Filter ha dato all'album il 72% (anche se la rivista lo etichettò come" Polvere dell'America Centrale ") e disse" si accontenta di un miscuglio generico di alte pianure e sospiri malinconici di chitarra in acciaio inossidabile. ...] Fortunatamente, i testi sono eminentemente citabili." Il New York Times ha dato una recensione positiva e ha detto che è stato "tutto un chiaro ritorno al passato, ma l'atmosfera fortemente contrariata sottolinea il cast lamentoso dei testi di Mr. Farrar." Paste gli ha dato 6,1 su 10 e ha detto che mentre l'album "è inferiore a" al disco Trance, l'album mette in risalto l'eccellente songwriting di Farrar, che è confortantemente familiare. È anche un po' 'monotono."

## Tracce
1. Dynamite – 2:49
2. Down to the Wire – 4:19
3. Roll On – 3:10
4. Cocaine and Ashes – 4:31
5. Dust of Daylight – 3:07
6. When the Wheels Don't Move – 3:21
7. No Turning Back – 3:35
8. Pushed Too Far – 4:25
9. Exiles – 4:22
10. Sultana – 3:48
11. Strength and Doubt – 3:35
12. Jukebox of Steel – 2:56